# Barbara Mondry
Barbara Mondry ist eine Filmeditorin.

## Filme (Auswahl)
- 1967: Mit Eichenlaub und Feigenblatt
- 1967: Romy – Portrait eines Gesichts
- 1967: Wilder Reiter GmbH
- 1968: Scarabea – Wieviel Erde braucht der Mensch?
- 1969: Kuckucksei im Gangsternest (Alternativtitel: Die heiße Gangsterbraut)
- 1969: Jagdszenen aus Niederbayern  (Schnitt zusammen mit Jane Seitz)
- 1970: Ketzer (Dokumentarfilm)
- 1970: Adam 2
- 1971: Hänsel und Gretel verliefen sich im Wald später umbenannt in Laß uns knuspern, Mäuschen; engl. Titel The Naked Wytche
- 1971: Ein Wintermärchen